# Bolleville (Manche)
Bolleville ist eine Ortschaft und eine ehemalige französische Gemeinde mit 361 Einwohnern (Stand 1. Januar 2022) im Département Manche in der Region Normandie (vor 2016 Basse-Normandie). Sie gehörte zum Arrondissement Coutances und zum Kanton Créances.

## Lage
Der Ort Bolleville liegt im Regionalen Naturpark Marais du Cotentin et du Bessin im Südwesten der Halbinsel Cotentin, sieben Kilometer von der Ärmelkanalküste entfernt.
Nachbarorte sind Saint-Nicolas-de-Pierrepont im Norden, Doville (Berührungspunkt) im Nordosten, Neufmesnil im Osten, Saint-Symphorien-le-Valois im Süden, Saint-Rémy-des-Landes im Südwesten sowie Baudreville und Saint-Sauveur-de-Pierrepont im Nordwesten.
Mit Wirkung vom 1. Januar 2016 wurden die früheren Gemeinden Baudreville, Bolleville, Glatigny, La Haye-du-Puits, Mobecq, Montgardon, Saint-Rémy-des-Landes, Saint-Symphorien-le-Valois und Surville zur Commune nouvelle La Haye zusammengelegt und haben dort den Status einer Commune déléguée. Der Verwaltungssitz befindet sich im Ort La Haye-du-Puits.

## Bevölkerungsentwicklung
| Jahr                       | 1962 | 1968 | 1975 | 1982 | 1990 | 1999 | 2008 | 2015 |
| -------------------------- | ---- | ---- | ---- | ---- | ---- | ---- | ---- | ---- |
| Einwohner                  | 341  | 339  | 321  | 310  | 334  | 368  | 377  | 371  |
| Quellen: Cassini und INSEE |      |      |      |      |      |      |      |      |

## Sehenswürdigkeiten
- Kirche Saint-Pierre

## Belege
1. ↑  Erlass der Präfektur Arrêté No. ASJ/18-2015 über die Bildung der Commune nouvelle La Haye vom 20. November 2015.